# Нова Юньча
Нова Юньча (пол. Nowa Juńcza, нім. Neu Juncza) — село в Польщі, у гміні Черськ Хойницького повіту Поморського воєводства.
У 1975-1998 роках село належало до Бидгощського воєводства.